# Václav Najbrt
Václav Najbrt (16. června 1886 Hrubý Jeseník – 22. října 1942 Věznice Plötzensee) byl československý legionář, pedagog, básník, prozaik, odbojář z období druhé světové války a oběť nacismu.

## Život

### Mládí
Václav Najbrt se narodil 16. června 1886 v Hrubém Jeseníku na nymbursku v rodině Václava a Josefy Najbrtových. Vystudoval gymnázium v Mladé Boleslavi a v roce 1907 nastoupil na filosofickou fakultu Univerzity Karlovy. Do vypuknutí první světové války se mu studium nepodařilo dokončit, úspěšně je zakončil až v roce 1923.

### První světová válka
Václav Najbrt bojoval v c. a k. armádě na ruské frontě, kde v červenci 1916 padl do zajetí. Již 25. října téhož roku podal přihlášku do Československých legií, kam byl přijat v 21. července 1917. Absolvoval Sibiřskou anabázi. Do Československa se vrátil v roce 1920 v hodnosti poručíka a v armádě dále nepokračoval.

### Mezi světovými válkami
Václav Najbrt se stal pedagogem. Již před první světovou válkou pracoval Obchodní akademii v Mělníku. Mezi lety 1927 a 1939 působil ve funkci ředitele Obchodní akademie v Uherském Hradišti. Byl členem zednářské lóže v Brně.

### Druhá světová válka
K prvnímu zatčení Václava Najbrta došlo v rámci preventivní zatýkací Akce Albrecht I. v září 1939. Vězněn byl v Uherském Hradišti a na brněnském Špilberku a to do 16. listopadu 1939. Z důvodu jeho zapojení do odbojové organizace Obrana národa byl gestapem znovu zatčen 30. téhož měsíce. Vězněn byl opět v Uherském Hradišti, poté v brněnských Sušilových a Kounicových kolejích, v Breslau a berlínské věznici Alt-Moabit. Dne 9. června 1942 byl lidovým soudem odsouzen k trestu smrti. Exekuce se nedočkal, zemřel pět dnů před ní na selhání srdce v důsledku vězeňských útrap. Jeho manželce se i díky skvělým znalostem němčiny podařilo získat povolení k jeho kremaci v Berlíně a urnu s jeho popelem uložit v kolumbáriu evangelického kostela v Nuslích.

## Rodina
Václav Najbrt se oženil s PhDr. Kamilou Najbrtovou. Manželům se narodili synové Radim (1921-1996), autor publikací na téma veterinární anatomie, Přemysl (1927-2004), publicista a notář, autor turistických knih a map, a Vladimír (1929), dětský dermatolog a dermatovenerolog vsetínské nemocnice.

## Publikační činnost
Václav Najbrt publikoval poezii i prózu. Legionářských témat se týkala díla Berezovka (1924), Rozlet a rozlom sibiřského bratrstva (1936) a Zabajkalské verše (1938). Dále byl autorem básnických děl Zapomnít chtějí země i obloha (1932) a Zlaté kapradí (1933). Rovněž byl autorem učebnic ruštiny, rusko-českého slovníku (1938) a Stručných dějin ruské literatuy (1925). Z ruštiny i překládal mj. Puškinova díla, přebásnil též Krylovovi bajky.

## Posmrtná ocenění
- Dne 25. října 2019 byl Václavu Najbrtovi v Uherském Hradišti instalován Kámen zmizelých